# The Master Beater
The Master Beater è un film del 1969 diretto da Charles Carmello.

## Trama
Il sadico Hawk gode a infliggere dolore agli altri, costringendo gli uomini a vendere le loro mogli per droga.